# Thalictroideae
Thalictroideae  (Raf., 1815) è una sottofamiglia di piante appartenenti alla famiglia delle Ranunculaceae, dall'aspetto di piccole erbacee.

## Etimologia
La denominazione scientifica di questa sottofamiglia deriva da una sua specie (specie tipo): Thalictrum foetidum L.. 

Per il significato del nome originale (thalictrum) si deve risalire a Dioscoride (40 – 90), medico, botanico e farmacista greco che esercitò a Roma, o a Plinio (23 – 79), scrittore naturalista romano, che entrambi nella forma di “thalictron” indicavano queste piante alludendo probabilmente (ma la cosa è controversa) alla loro fioritura precoce (”thallein” = rinverdire, mentre ”ictar” = presto) o al colore verde-gaio dei teneri germogli.

Il nome scientifico è stato proposto dal naturalista e archeologo statunitense, di origine franco-tedesca, Constantine Samuel Rafinesque-Schmaltz (1783 – 1840) nella pubblicazione ”Analyse de la nature, ou tableau de l'univers et des corps organisés” (Palermo) del 1815 nella quale tenta di elaborare un nuovo sistema di classificazione.

## Descrizione

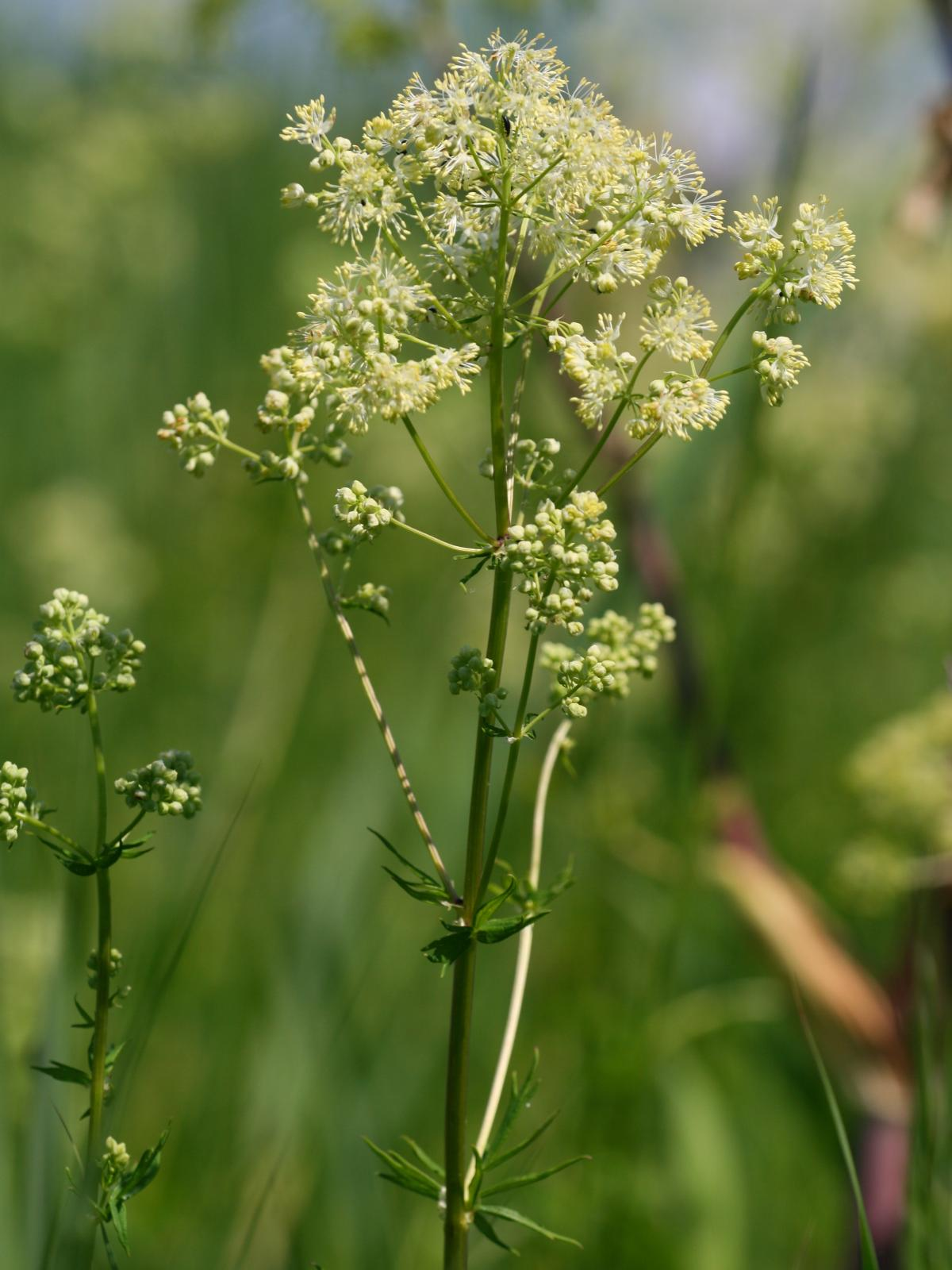
Il portamento (Thalictrum flavum – tribù Thalictreae)

Quelle di questa sottofamiglia sono piante erbacee perenni o annuali non molto alte. La forma biologica (almeno per le specie europee) è prevalentemente geofita rizomatosa (tribù Isopyreae); in altri casi (tribù Thalictreae) è definita come emicriptofita scaposa (H scap), ossia piante con gemme svernanti al livello del suolo e protette dalla lettiera o dalla neve, dotate di un asse fiorale eretto e spesso privo di foglie. Nel caso invece di “geofite rizomatose” sono piante che portano le gemme in posizione sotterranea; durante la stagione avversa non presentano organi aerei e le gemme si trovano in organi sotterranei chiamati rizomi, dei fusti sotterranei dai quali, ogni anno, si dipartono radici e fusti aerei. 

### Radici
Le radici sono quasi sempre di tipo secondario da rizoma o del tipo fascicolato.

### Fusto
- Parte ipogea: la parte sotterranea del fusto è un rizoma (anche orizzontale) a volte di tipo tuberoso; raramente è un fittone. In alcune specie può essere stolonifero (Thalictrum flavum).
- Parte epigea: la parte aerea del fusto è eretta e ramificata oppure no (tribù Dichocarpum). Il fusto normalmente è liscio oppure striato-scanalato, glabro e a sezione cilindrica. In diverse specie il fusto è persistente.

### Foglie

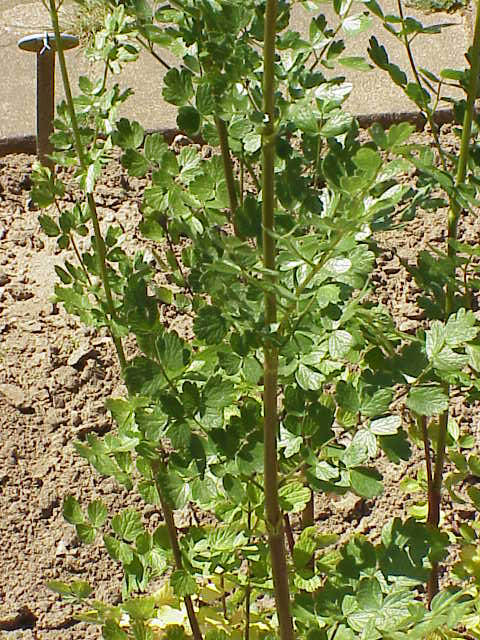
Le foglie (Thalictrum flavum – tribù Thalictreae)

- Foglie basali: le foglie radicali sono picciolate con lamina composta, generalmente 2 – 3 volte ternata in altre specie anche di più (tribù Dichocarpum) con segmenti la cui forma può essere cordato-reniforme, obovata o lanceolata o infine lineare con margini sia interi che dentati, o lobati o crenati. Spesso la pagina inferiore delle foglie è glauca, mentre alla base del picciolo sono presenti delle brattee o delle orecchiette membranose (a volte inguainano letteralmente la base del picciolo).
- Foglie cauline: le foglie lungo il fusto sono più o meno simili a quelle radicali ma progressivamente più sottili e più piccole; sono disposte in modo alterno.

### Infiorescenza

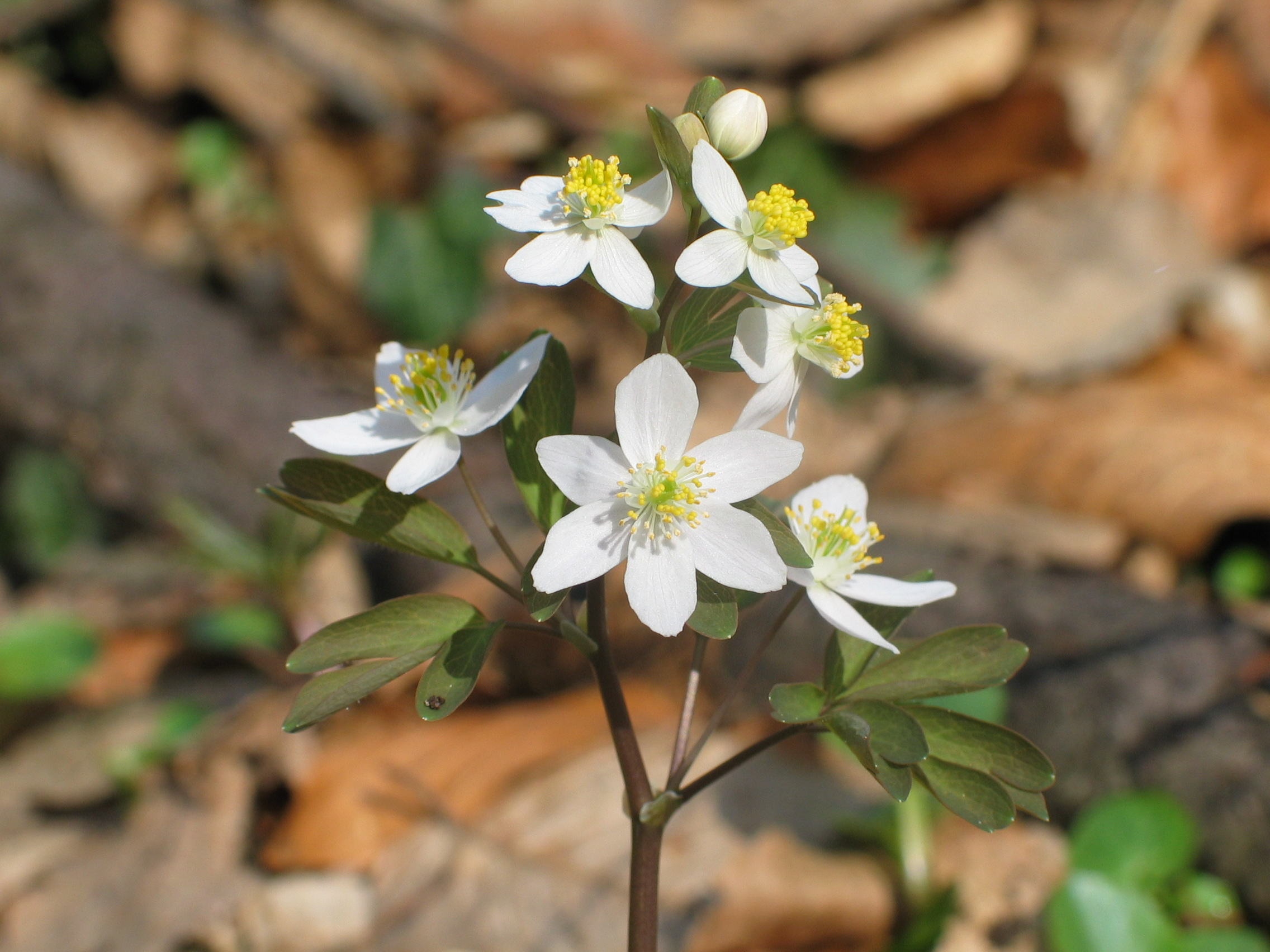
Infiorescenza (Isopyrum thalictroides – tribù Isopyreae)

L'infiorescenza può presentarsi con pochi o tanti fiori (anche oltre 200 nelle specie di “thalictrum”). Generalmente le infiorescenze sono cimose-terminali (ma anche ascellari) e con alla base del peduncolo delle brattee (che non formano un involucro) di tipo fogliaceo. In alcuni generi si possono avere più scapi fiorali. Si possono avere anche infiorescenze di tipo monocasio o di tipo scorpioide (nelle specie di “isopyrum”), altrimenti sono delle pannocchie di tipo racemoso o corimboso più o meno ramose e fogliose.

### Fiori

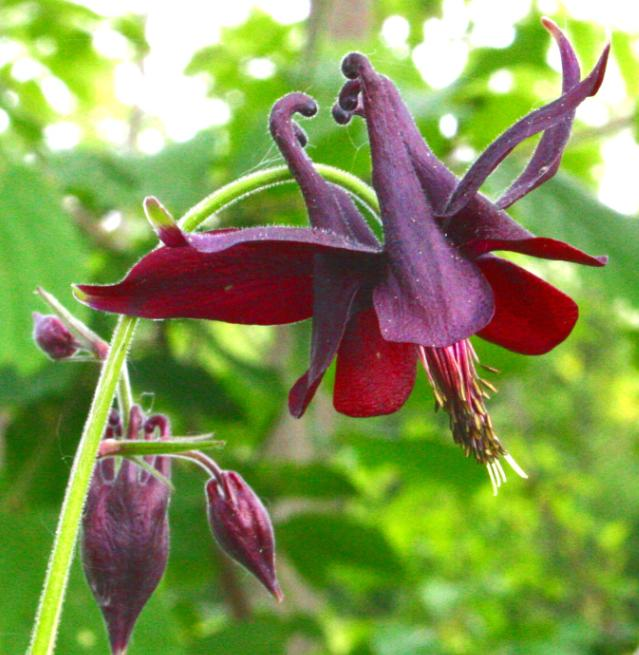
Il fiore (Aquilegia atrata – tribù Isopyreae)

I fiori di questa sottofamiglia (come del resto di tutta la famiglia delle Ranunculaceae) sono considerati fiori arcaici, o perlomeno derivati da fiori più arcaici dalla struttura aciclica. Il perianzio è formato da uno o due verticilli di elementi più o meno indifferenziati (fiori apoclamidati), i quali hanno una funzione di protezione e sono chiamati tepali o sepali (la distinzione dei due termini in questo caso è ambigua e quindi soggettiva). I petali veri e propri sono ridotti o quasi mancanti; in questi fiori le corolle sono praticamente assenti. I fiori sono attinomorfi, tetrameri (Thalictreae) e privi di nettare o pentameri (a 5 elementi – le altre tribù), ermafroditi e dialisepali. In alcuni casi i fiori sono cleistogamici (piante con fiori che non si schiudono).
- Formula fiorale:

* K 4-5, C 0-5, A molti,  G 1-70 (supero)
- Calice: il calice è composto da quattro-cinque (massimo e raramente 10) grandi sepali con forma ovale, ellittica, lanceolata o spatolata di tipo corollino (o petaloide). In genere sono caduchi alla fruttificazione; in effetti in alcune specie allo sboccio del fiore spesso sono presenti solamente le antere e i pistilli (in questa situazione la funzione vessillifera viene assunta principalmente dagli stami). Alcuni petali sono prolungati in uno sperone a sacco (gruppo delle Aquilegie).
- Corolla: i petali sono cinque (o meno, oppure assenti – tribù delle Thalictreae e genere Enemion), molto piccoli, quasi atrofizzati e sono simili a dei minuscoli cornetti con funzioni nettarifere.
- Androceo: gli stami (a disposizione spiralata) sono molto numerosi (da pochi a 70), sono liberi con lunghi filamenti sottili e filiformi oppure allargati in prossimità delle antere. Le antere, lineari o ellissoidi, sono bi-loculari a deiscenza laterale; il colore delle antere è giallo.
- Gineceo: l'ovario è supero e “apocarpo” (derivato da carpelli indipendenti); ma possono essere anche connati alla base (genere “dichocarpum”). I carpelli normalmente sono 2 (possono variare da 1 fino a 70), sono sessili e disposti in modo spiralato. In ogni carpello ci sono da pochi a molti ovuli (sono monovulari, contengono cioè un solo ovulo, in “thalictrum”).

### Frutti

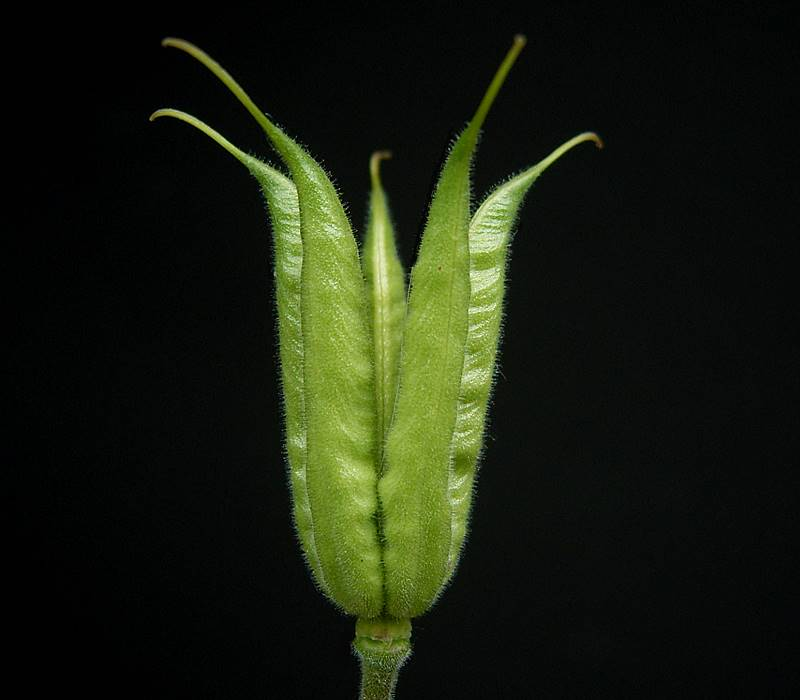
I frutti (Aquilegia vulgaris – tribù Isopyreae)

Ogni carpello si sviluppa in un frutto indipendente contenente diversi semi. Insieme i carpelli formano una fascetta di follicoli (in qualche caso si tratta di acheni). La forma di questo frutto è ovato-compressa. I semi sono piccoli e rugosi (o lisci) e di colore bruno scuro.

## Riproduzione
- Impollinazione: l'impollinazione è garantita soprattutto da diversi insetti, come api e vespe in quanto sono piante in prevalenza nettarifere (impollinazione entomogama). Nelle specie prive di nettare (tribù delle Thalictreae) la riproduzione avviene tramite l'impollinazione garantita soprattutto dal vento (impollinazione anemofila). Anche se queste piante sono prive di nettare, diversi insetti, come api e vespe, si nutrono del suo polline per cui è probabile anche una certa fecondazione entomogama (impollinazione entomogama).
- Riproduzione: la fecondazione avviene sia tramite l'impollinazione dei fiori (vedi sopra) che per divisione del piede (propagazione tipicamente orticola).

## Distribuzione e habitat
Le piante di questa sottofamiglia sono un gruppo a distribuzione cosmopolita anche se le varie specie prediligono un clima temperato. Sono fondamentalmente tipiche delle zone temperate e fredde dell'emisfero boreale: Europa, Asia settentrionale (molte specie sono endemiche della Cina) e America del Nord. In Italia queste piante sono distribuite un po' ovunque, più rare nelle isole e più frequenti al nord (specialmente nelle Alpi). 

L'habitat è il più vario, ma comunque mai estremo (troppo arido o troppo umido); per le specie a distribuzione europea l'habitat tipico sono i luoghi ombrosi e selvatici nei boschi.

## Tassonomia
La sottofamiglia Thalictroideae comprende tre tribù, due delle quali sono spontanee dei territori italiani. La famiglia delle Ranunculaceae invece comprende oltre 2000 specie distribuite su circa 47 generi (2500 specie e 58 generi secondo altre fonti).  La composizione della sottofamiglia non è accettata in modo univoco da tutti i botanici; probabilmente sono necessari ulteriori studi (soprattutto nel campo della filogenetica) per definirla in modo completo e definitivo. 

Tribù della sottofamiglia:
- Dichocarpeae WT & Wang Fu (1990)
- Isopyreae Schrödinger, (1909)
- Thalictreae Raf. (1815)

Le divergente di classificazione riguardano soprattutto i generi Dichocarpum e Thalictrum che a volte sono considerati separatamente (in tribù diverse come in questa sede – vedere le differenze tra le varie tribù elencate più sotto), oppure accorpati in altri gruppi. In alcune classificazioni la sottofamiglia di questa voce viene sostituita dalla sottofamiglia delle Isopyroideae Schrödinger (1909)  comprendente le sottotribù delle Isopyrineae Schrödinger (1909)  (generi delle Isopyreae con l'aggiunta del genere Dichocarpum) e della sottotribù delle Thalictrineae (comprende il genere Thalictrum). Anche la posizione tassonomica del gruppo Isopyrum è soggetto a revisioni a causa delle sue caratteristiche chimiche e in base ad alcuni studi  si propone il suo inserimento in una sottofamiglia specifica (Isopyroideae).

Le differenze morfologiche riscontrabili tra le tribù di questa sottofamiglia (e che almeno in parte ne giustificano la separazione in gruppi diversi) sono le seguenti:
- ”Dichocarpeae”: infiorescenza pauciflora; perianzio a 5 elementi con petali presenti; i carpelli sono 2 e connati alla base.
- ”Isopyreae”: infiorescenza pauciflora; perianzio a 5 elementi; petali presenti e nettariferi; carpelli pochi e liberi.
- ”Thalictreae”: infiorescenza multiflora (fino a 200 fiori); perianzio composto da 4 – 10 elementi; petali assenti e quindi impollinazione anemofila; carpelli tanti (fino a 70) e liberi.

### Filogenesi

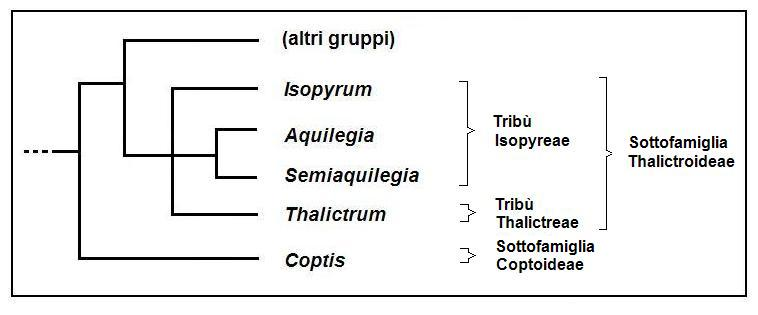
Cladogramma

La sottofamiglia delle Thalictroideae insieme alla sottofamiglia delle Coptoideae è considerata parafiletica nelle Ranunculaceae e basale insieme ai generi Hydrastis e Galucidium.  In questi generi sono presenti alcune plesiomorfie (caratteri ancestrali) come la presenza di berberina, i rizomi orizzontali e striscianti o le piccole dimensioni dei tricomi. 

In particolare da analisi filogenetiche basate sulle sequenze dei cloroplasti solo in parte viene confermata la divisione della sottofamiglia in tre tribù. Dallo studio citato si individuano, all'interno della famiglia, tre gruppi lievemente diversi:
- (1)Thalictrum, Leptopyrum, Paropyrum e Paraquilegia
- (2)Urophysa, Semiaquilegia e Aquilegia
- (3)Dichocarpum, Enemion, e Isopyrum.

Si individuano poi dei clade separati costituiti da singole specie non altrimenti classificabili. I dati indicano che il genere Isopyrum sia in realtà parafiletico. In questo studio inoltre si critica il punto di vista che le specie senza petali siano le più primitive suggerendo che in generi come Thalictrum  e Enemion la perdita dei petali sia in realtà secondaria (avvenuta due volte in tempi diversi considerando che i due generi non sono monofiletici). 

Gli ultimi studi su queste piante confermano a grandi linee la struttura della sottofamiglia; il cladogramma a lato (tratto dallo studio citato) evidenzia i legami filogenetici tra i vari generi (sia della tribù di questa sottofamiglia che di altre sottofamiglie vicine).

## Usi
Queste piante sono velenose per la presenza di alcaloidi di vario tipo, derivati da tirosina e altri composti cianogeni. L'impiego principale delle specie di questo genere è nel giardinaggio.